# 궁전광장

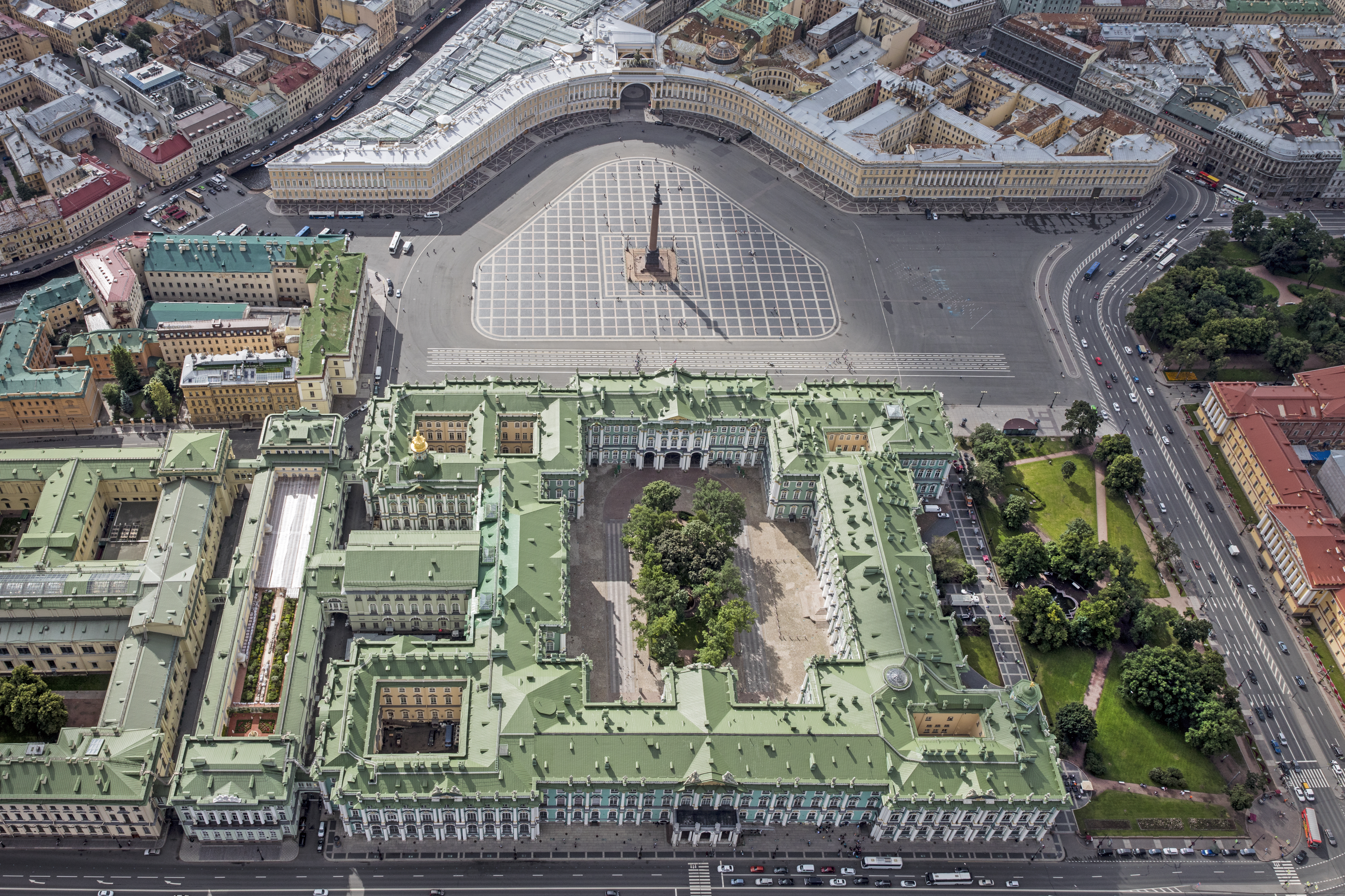

궁전광장(러시아어: Дворцо́вая пло́щадь)은 상트페테르부르크 및 전 러시아 제국의 도시 광장이다.
러시아 바로크 예술의 진수라고 알려져 있는 겨울 궁전 반대편으로는 카를로 로씨(Carlo Rossi)에 의해 고전주의 양식으로 지어진 반원형의 개선아치를 갖춘 구 참모본부가 위치하고 있을 뿐 아니라 광장의 중앙에는 1834년, 나폴레옹과의 조국전쟁에서 승리한 것을 기념하여 세워진 47.5m 높이의 알렉산더 원기둥이 서 있다.궁전광장은 수많은 정치적인 사건이 일어난 곳으로 잘 알려져 있다. 1905년의 제1차 러시아 혁명의 발단이 되었던 ‘피의 일요일’날 시위가 있었던 곳이 이곳이며, 볼셰비키 통치기간 중 ‘단결된 평화시위’와 군사행진을 위해 사용된 장소도 바로 이곳이다. 민주화된 오늘날에도 갖가지 종류의 정치적 집회(민주주의자, 공산주의자, 무정보주의자, 군주제 옹호자, 반시온니스트 등) 및 문화공연이 이곳에서 행해지고 있다.